# أوميغنة
أوميغنة (بالايطالية: [[oˈmeɲɲa]، لومباردية [uˈmɛɲa]، بييمونتي [ʊˈmɛɲa]. هي بلدة في مقاطعة فيربانو كوزيو أوسولا في منطقة بييمونتي الإيطالية، وتقع على بعد حوالي 100 كيلومتر (62 ميل) شمال شرق تورينو وحوالي 13 كيلومتر (8 ميل) جنوب غرب فيربانيا في أقصى نقطة شمال لاغو دورتا تجتازها نيجوجليا، التدفق الخارجي الوحيد للبحيرة. يقام سوق شارع نشط كل صباح من يوم الخميس على طول شارع البحيرة. تربط خدمة العبّارات اليومية أومينيا بالمدن والقرى المحيطة بالبحيرة.

## تاريخ

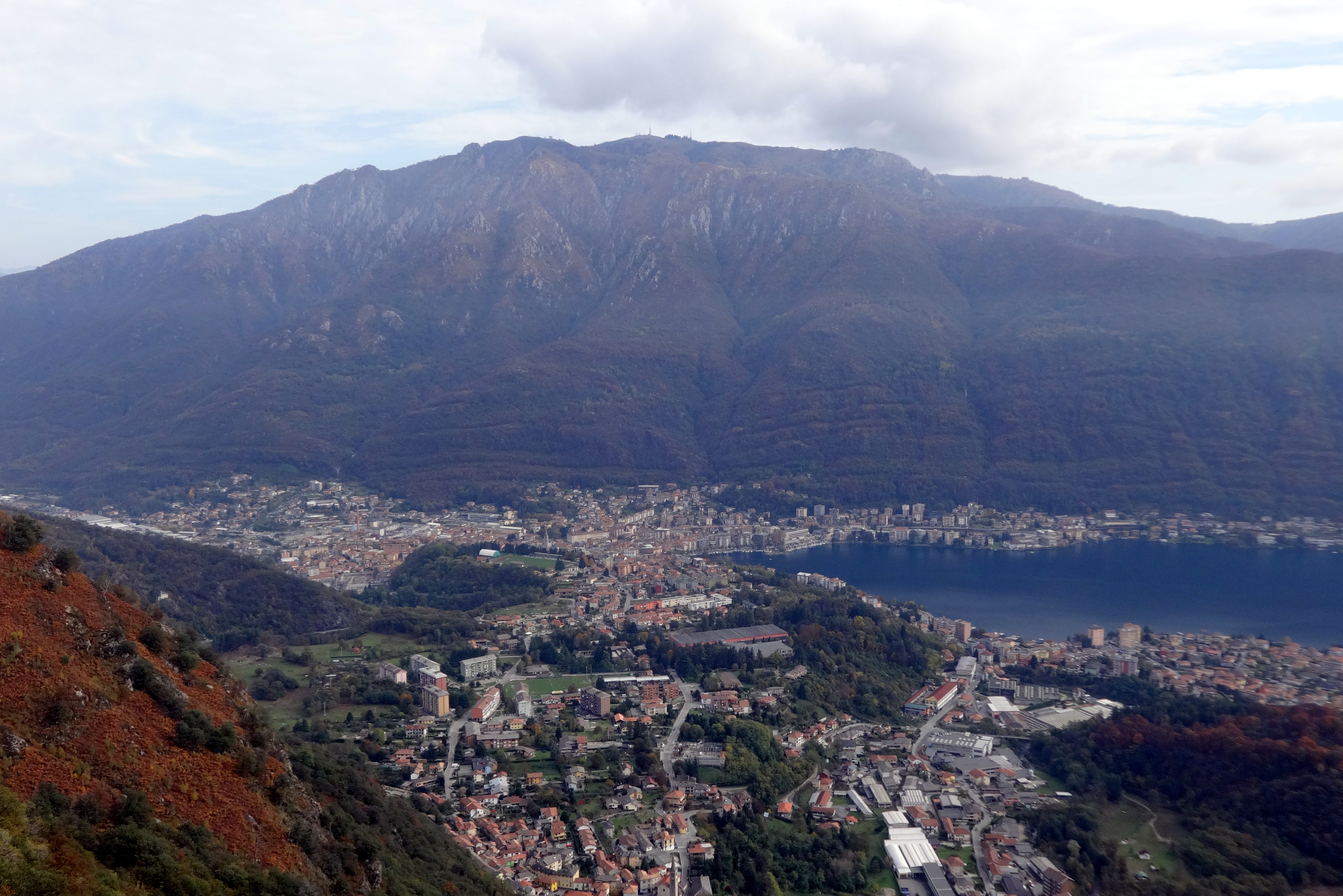
أومينيا ومونتي موتارون.

أُثبت وجود مستوطنة قديمة في المنطقة من خلال الحفريات التي أجريت في فراتسيوني سيرجيو، وهذه الاكتشافات الأثرية تعود إلى نهايات العصر البرونزي والعصر الحديدي. ذُكرت أومينيا في عام 1221 م، عندما سلم السكان أنفسهم لبلدية نوفارا.
في القرن التاسع عشر وبدايات القرن العشرين، أصبحت مركزًا صناعيًا وكانت لسنوات عديدة مركز الإنتاج الإيطالي الرئيسي للأواني والأجهزة المنزلية الصغيرة في إيطاليا؛ ازداد عدد السكان بشكل متزامن من قبل المهاجرين. في عام 1913 تم ايصال أومينيا بلانزا بخط ترام كهربائي. أُعلنت بشكل كامل مدينة في عام 1939. خلال الحرب العالمية الثانية كانت مركزًا للمقاومة الحزبية ضد الاحتلال الألماني الفاشي.

## المعالم السياحية الرئيسية

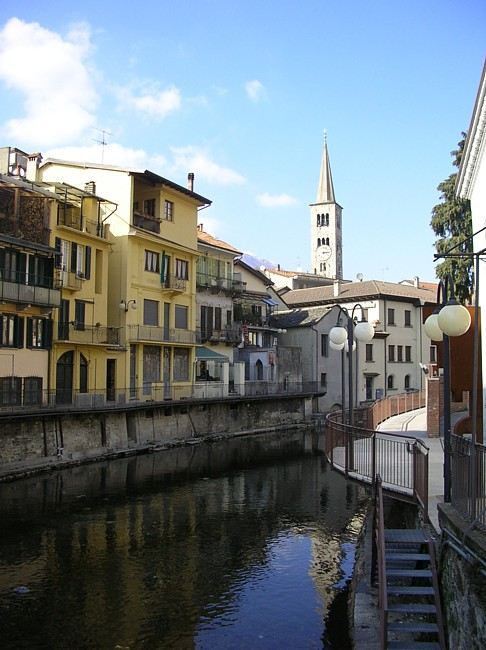
منظر لمركز مدينة أومينيا.

- كنيسة سانت أمبروجيو . إنه مبنى من اواخر العصر الرومانسكي يوجد به صحن وممران مع مصليات جانبية. لا يزال برج الجرس هو برج القرون الوسطى. أصبح التصميم الداخلي الآن على الطراز الباروكي ويضم مذبحًا من تصميم فيرمو ستيلا دا كارافاجيو (1547) وجرة بها رفات القديس فيث، شفيع أومينيا.
- بونتي أنتيكو («الجسر القديم»، القرن الخامس عشر)، فوق نهر سترونا.
- بورتا ديلا فالي («بوابة الوادي»، حوالي 1100 م)، والمعروفة أيضًا باسم بورتا رومانا . البوابة الوحيدة الباقية من بين بوابات أومينيا الخمسة في العصور الوسطى.
- متحف وميدان الفنون والصناعة.

## المدن التوأم
- Lodi, Lombardy

## روابط خارجية
- الموقع الرسمي